# Сёллёш, Ноа
Ноа Сёллёш (венг. Szőllős Noa; род. 3 февраля 2003, Будапешт, Венгрия) — израильская и венгерская горнолыжница, двукратный призёр зимних юношеских Олимпийских игр 2020 года в Лозанне.

## Биография
Ноа родилась в столице Венгрии Будапеште в спортивной семье у Доры и Петера Сёллёш, горнолыжника, который представлял Израиль в 90-х годах: на кубке мира в 1995 году в Санкт-Морице (18 место) и на чемпионате мира в 1993 году (Мориока, Япония) и двух братьев Барнабаша и Биньямина, которые также представляют Израиль на международной арене.

### Спортивная карьера
Ноа Сёллёш начала участвовать в соревнованиях в Венгрии и несколько раз становилась чемпионкой страны. В 2017 году стала выступать за Израиль.
Наивысшее достижение Ноы на международных соревнованиях серебряная и бронзовая медали на юношеских Олимпийских играх в 2020 году.
В 2022 году выступала на зимних Олимпийских играх 2022 года в Пекине
Зимние Олимпийские игры 2022 — результаты выступления.
| Спортсмен  | Соревнование      | Скоростной спуск/ 1 спуск | Скоростной спуск/ 1 спуск | Слалом/ 2 спуск | Слалом/ 2 спуск | Всего   | Всего |
| Спортсмен  | Соревнование      | Время                     | Место                     | Время           | Место           | Время   | Место |
| ---------- | ----------------- | ------------------------- | ------------------------- | --------------- | --------------- | ------- | ----- |
| Ноа Сёллёш | Супергигант       | н/д                       | н/д                       | н/д             | н/д             | 1:17.94 | 34    |
| Ноа Сёллёш | Гигантский слалом | 1:04.90                   | 42                        | DNF             | DNF             | DNF     | DNF   |
| Ноа Сёллёш | Слалом            | 58.21                     | 45                        | 59.13           | 41              | 1:57.34 | 41    |